# Павлюк Олександр Альбертович
Олекса́ндр Альбе́ртович (Адальбертович) Павлю́к (29 травня 1968 — 2 серпня 2015) — старший прапорщик Збройних сил України, учасник російсько-української війни.

## З життєпису
Народився 1968 року в місті Мукачеве Закарпатської області. Працював фрезерувальником на мукачівському заводі «Електрон». Коли підприємство розпалося, пішов служити за контрактом; старший прапорщик, військовослужбовець механізованого батальйону 128-ї гірсько-піхотної бригади, технік роти.
З початку бойових дій перебував на сході України. Їздив бензовозом на блокпости під Щастям, з Дебальцевого вивіз 40 бійців. Кілька разів був удома в короткотерміновій відпустці.
Загинув 2 серпня 2015 року внаслідок обстрілу РОП біля с. Валуйське, Станично-Луганський район, Луганська область. Разом з Олександром загинув солдат Мар'ян Козак.
Похований у Мукачеві.
Без Олександра лишилися дружина Світлана і двоє дітей — Максим та Олександра.

## Нагороди та вшанування
За особисту мужність, сумлінне та бездоганне служіння Українському народові, зразкове виконання військового обов'язку відзначений — нагороджений.
На його честь перейменовано вулиця в Мукачеві.
- орденом «За мужність» ІІІ ступеня (25.12.2015, посмертно)[1]
- Почесний громадянин міста Мукачева (18.8.2016, посмертно)